# Río Iupshara
El río Iupshara (en abjasio: Ҩҧсара) está situado al noroeste de Abjasia, en el Cáucaso Occidental. Discurre entre los montes Gagra y Bzib. Nace en el lago Ritsa, confluye con el río Gega próximo a la desembocadura de este en el río Bzib.

## Descripción
De una longitud de 12.6 kilómetros. El río Iupshara nace en el lago Ritsa, en la Reserva natural de Ritsa, y fluye a lo largo de 2 kilómetros bajo tierra, discurriendo por un profundo cañón llamado las "puertas del Iupshara".
El mayor caudal de agua que drena del lago Ritsa ocurre entre abril y mayo con una variación entre 12.9 y 29.6 m³/s, drenando una cuenta de 170 km².
Sobre el río se construyeron 11 puentes. En su curso central se encuentran fuertes rápidos, llegando a tener un desnivel de 50.9 m/km. El último tramo de 7 kilómetros hasta la confluencia con el río Gega discurre más tranquilamente, con un desnivel de 22.9 m/km.

## Desfiladero Iupshar
Aproximadamente a medio camino entre el desvío a la cascada Gegski y el lago Ritsa, se encuentra el desfiladero Iupshárskaya — uno de los lugares de interés turístico de Abjasia. O llamado de otra forma, la garganta Каменный мешок «La bolsa de piedra». Su longitud es de 8 km.

## Galería

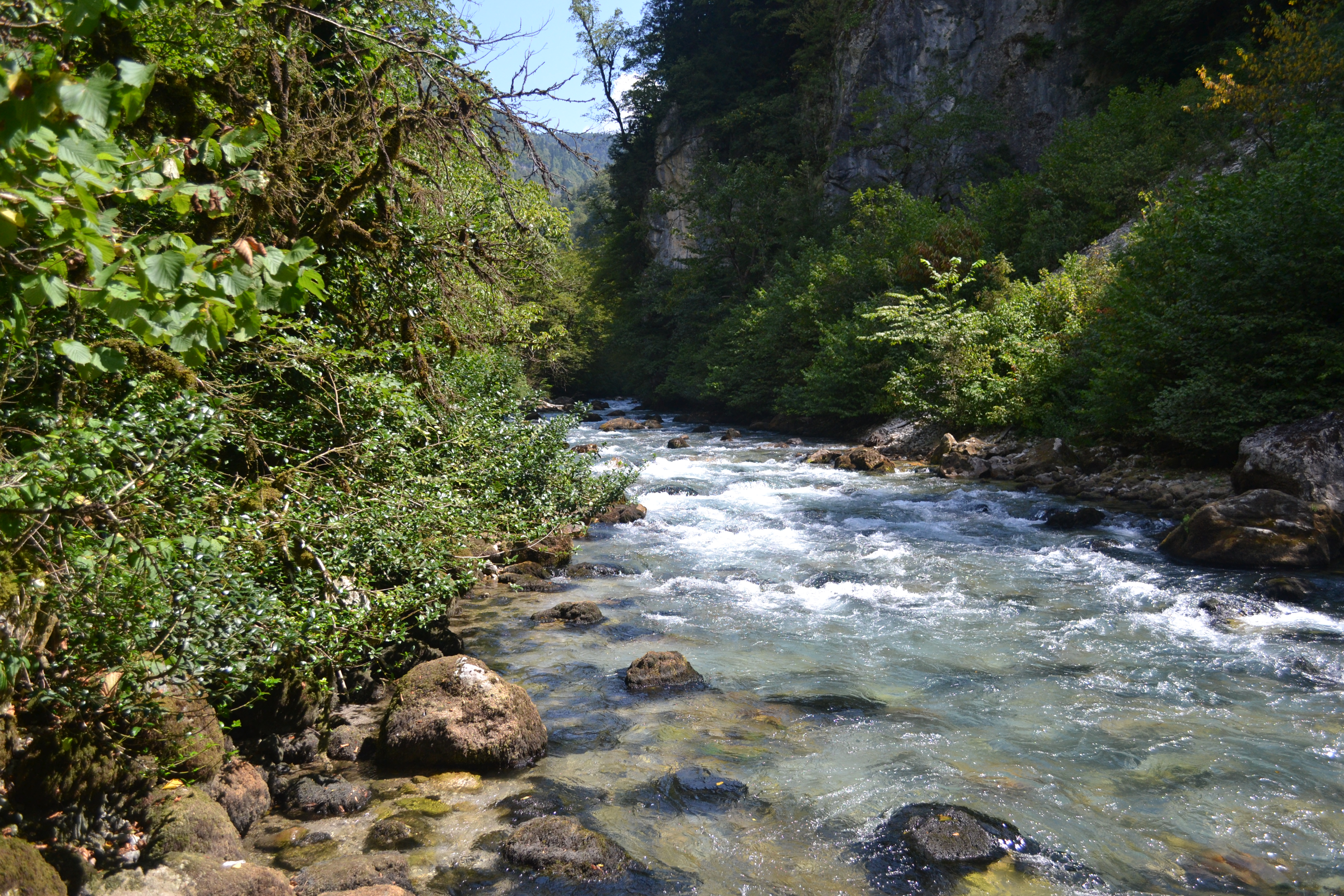
Yupshara desde el lago Ritsa
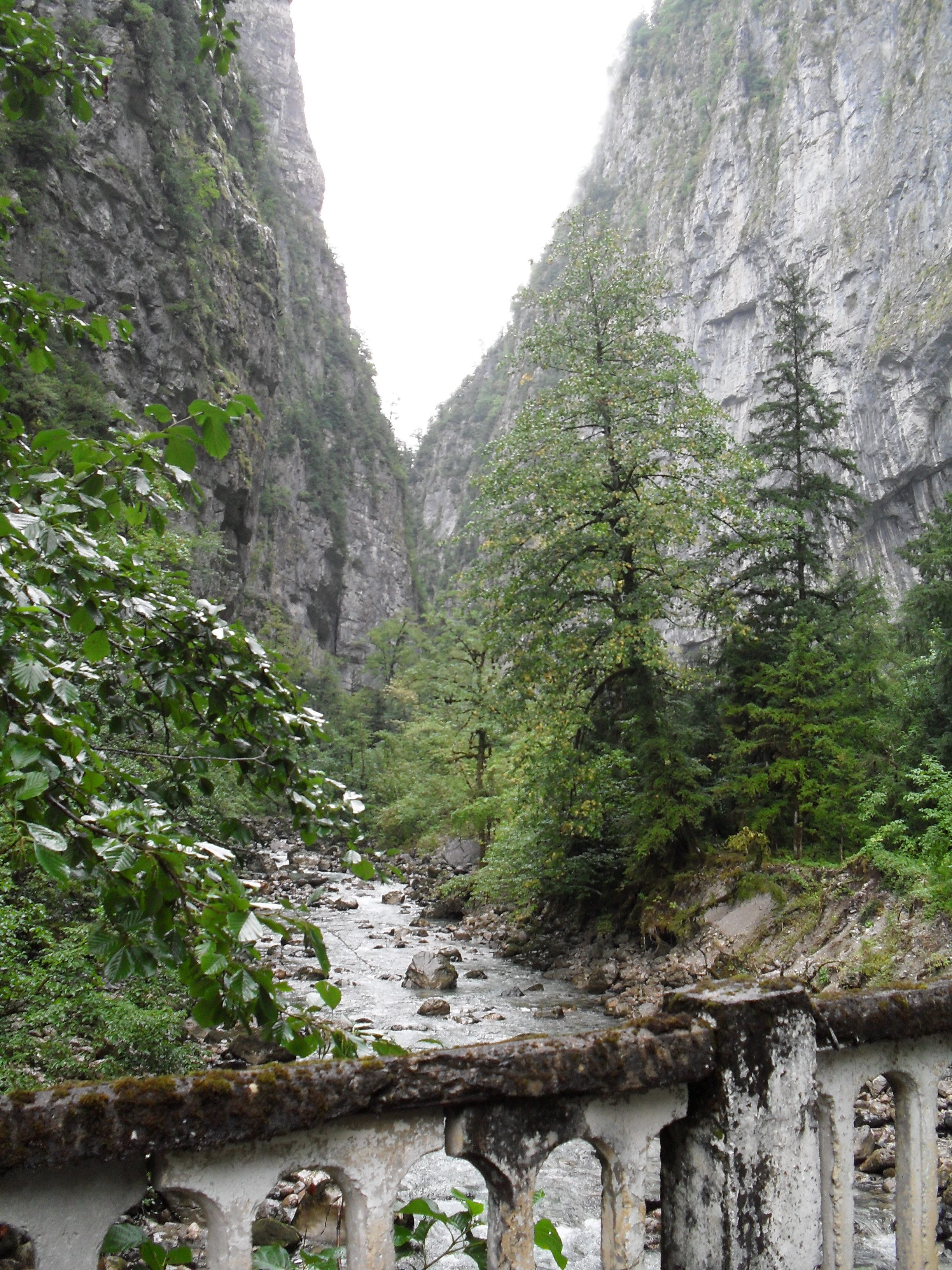
Yupshara en el tramo medio
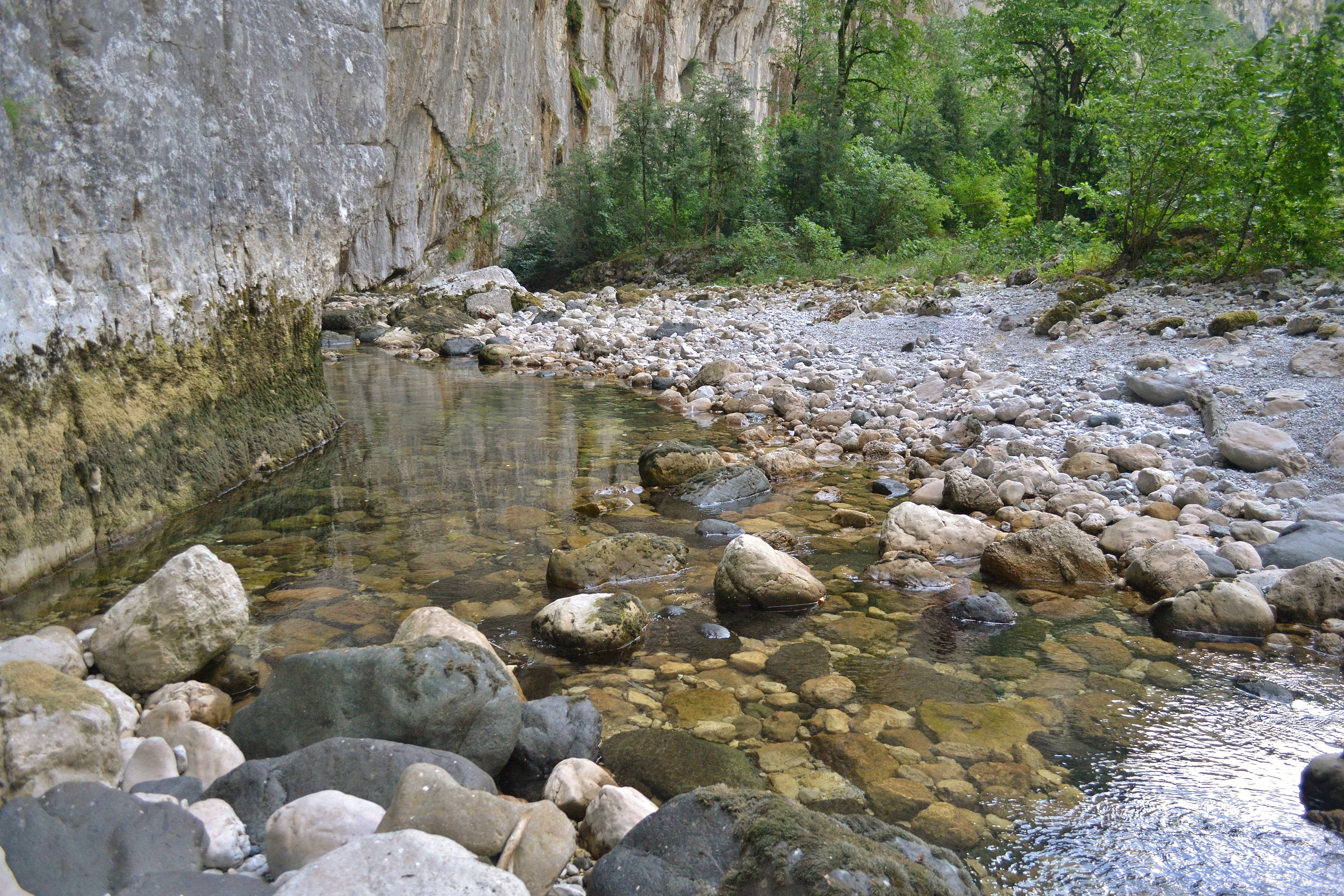
Yupshara en el desfiladero «Каменный мешок»